# Triodia burbidgeana
Triodia burbidgeana là một loài thực vật có hoa trong họ Hòa thảo. Loài này được S.W.L.Jacobs miêu tả khoa học đầu tiên năm 1992.